# Conseil des Trois
Le Conseil des Trois (en polonais Rada Trzech) est l'organe collégial non constitutionnel qui s'est formé, au sein de l'émigration politique polonaise, en 1954, à Londres, lorsque le Président de la République en exil August Zaleski s'est refusé à céder sa fonction à l'issue de son mandat de 7 ans (1947-1954). 

## Histoire
En 1956, le Conseil provisoire d'Unité nationale (pl) (Tymczasowa Rada Jedności Narodowej) qui fait office de "parlement polonais en exil" a confirmé le transfert des prérogatives du président de la République au "Conseil des Trois". Le Conseil des Trois, dont la composition évoluera jusqu'à sa dissolution en 1972 (date de la mort du président Zaleski et de l'investiture de son successeur Stanislas Ostrowski) et la réunification de l'émigration politique derrière le nouveau président, réunit des personnalités prestigieuses de l'émigration politique polonaise : le général Wladyslaw Anders, rescapé des geôles soviétiques, vainqueur de la bataille du Monte Cassino, l'Ambassadeur Edward Raczyński, ancien Ministre des Affaires étrangères du Gouvernement polonais en exil du temps de guerre et seul membre permanent du Conseil des Trois de 1954 à 1972, l'ancien Premier ministre Tomasz Arciszewski- remplacé, à son décès, par le général Tadeusz Bor-Komorowski, Commandant-en-Chef de l'Armia Krajowa (AK) pendant la Seconde Guerre mondiale et l'insurrection de Varsovie
Pendant ses années d'opposition à la présidence de August Zaleski, le Conseil des Trois a bénéficié d'un soutien majoritaire de l'émigration politique polonaise et d'une légitimité incomparablement plus forte que celle du président Zaleski. Le Conseil des Trois qui s'est efforcé à plusieurs reprises de mettre fin aux divisions contribue à la réunification de cette émigration politique qui voit, après le décès d'August Zaleski, à nouveau croître l'autorité symbolique et la signification de la fonction de Président de la République en exil.

## Composition du Conseil des Trois (1954-1972)

### 1954-1955
- Władysław Anders
- Tomasz Arciszewski
- Edward Raczyński

### 1956-1966
- Władysław Anders
- Edward Raczyński
- Tadeusz Bór-Komorowski

### 1966-1968
- Władysław Anders
- Edward Raczyński
- Roman Odzierzyński

### 1968-1969
- Władysław Anders
- Edward Raczyński
- Stanisław Mglej

### 1969-1970
- Władysław Anders
- Edward Raczyński
- Alfred Urbański (pl)

### 1970-1972
- Stanisław Kopański
- Edward Raczyński
- Alfred Urbański